# Gotham (tipo de letra)
Gotham es un tipo de letra digital sin remates diseñada por Tobias Frere-Jones en el año 2000. Las formas de las letras están inspiradas por el estilo arquitectónico que fue popular a mediados del siglo XX en la ciudad de Nueva York.
Desde su concepción, Gotham ha sido visible gracias a su aparición en diversos medios, entre ellos, la masiva campaña presidencial de Barack Obama de 2008 y la piedra angular del One World Trade Center, el edificio que se construyó donde estaba el antiguo World Trade Center en Nueva York.

## Creación y estilo

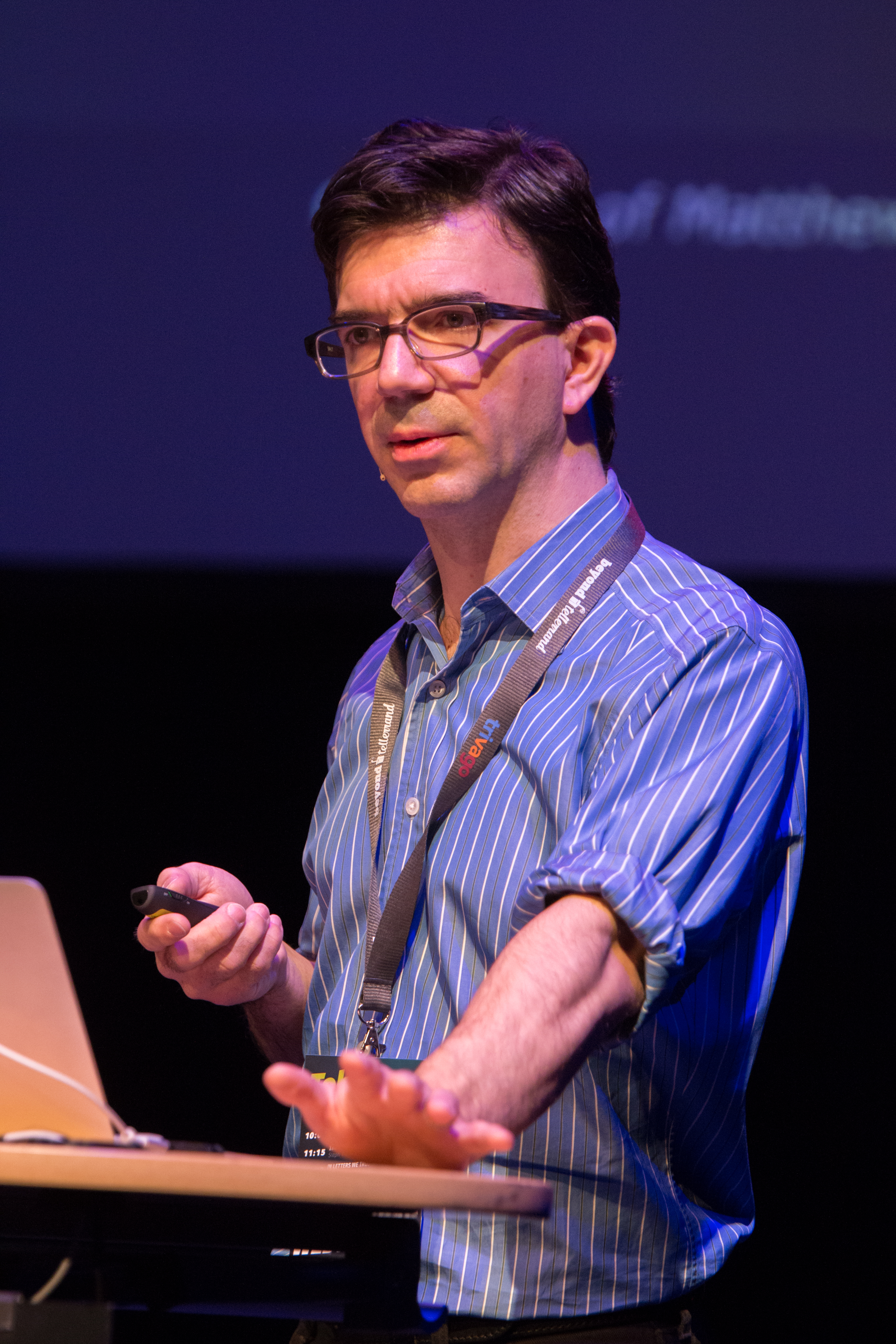
Tobias Frere-Jones.

Gotham fue originalmente encargada por la revista GQ, cuyos editores querían un tipo de letra sin remates con una estructura geométrica que luciera masculina, nueva y fresca. Según Jonathan Hoefler —socio de Tobias Frere-Jones en ese momento—, GQ necesitaba algo muy fresco y establecido para ganar credibilidad.
La inspiración de Frere-Jones vino del tiempo que pasó fotografiando las calles de Manhattan, basando su diseño en las letras que vio en los edificios más antiguos, especialmente en la fachada de la Terminal de Autobuses de la Autoridad Portuaria. Gotham tiene un estilo similar al que se originó en los años 1920, como el que tiene la letra Futura, creada por Paul Renner en 1927. Tal como hizo la arquitectura de esa década, Frere-Jones redujo su diseño a lo esencial y se deshizo de los indeseables elementos locales o étnicos. Este concepto se encuentra en la tipografía utilizada durante la Gran Depresión tanto en Estados Unidos como en Europa, particularmente Alemania. De acuerdo a Frere-Jones, Gotham no es el tipo de letra que un tipógrafo diseñaría, sino el tipo de letra ideada por un ingeniero.
Las opiniones sobre Gotham se concentran en su identidad como algo estadounidense y específicamente neoyorquino. Según David Dunlap, de The New York Times, Gotham evoca deliberadamente el sinsentido de los bloques y las inconscientes letras arquitectónicas que dominaron el paisaje urbano de Nueva York entre los años 1930 y 60. Andrew Romano, de Newsweek, coincide con Dunlap: «A diferencia de otras letras sin remates, no es alemana, no es francesa, no es suiza [...] es muy americana». Según Frere-Jones, Gotham no hubiera existido de no ser por la petición de GQ: «Antiguos diseñadores ya habían desarrollado y apostado por lo humanista y lo geométrico. Yo no creía que de ahí se pudiera sacar algo nuevo, pero afortunadamente para mí (y para el cliente), estaba equivocado».

## Ejemplos
El tipo de letra Gotham se ha utilizado en diversos medios, entre ellos:

El logotipo del álbum The 20/20 Experience de Justin Timberlake.
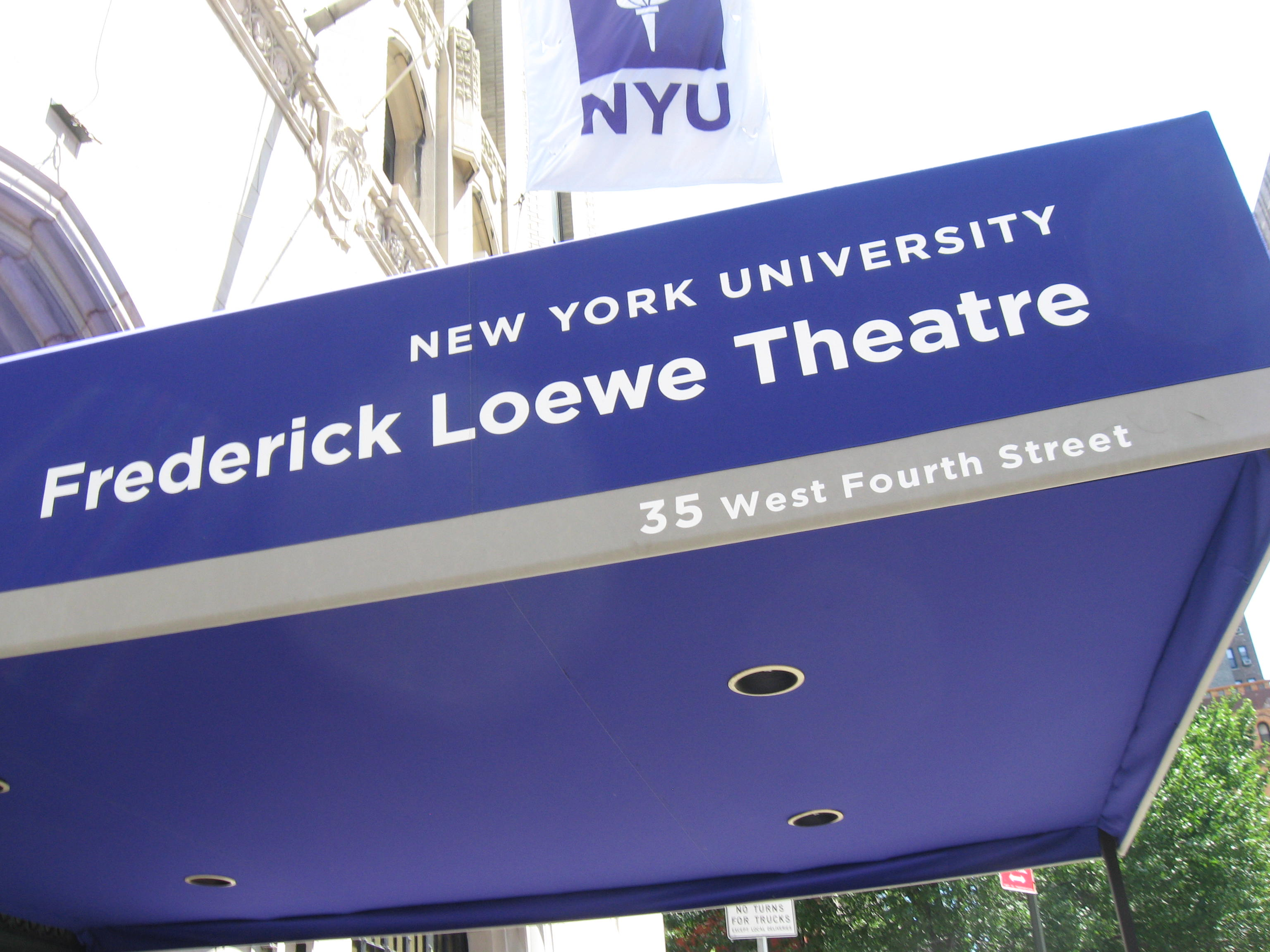
El logotipo de la Universidad de Nueva York y todo el material relacionado con ella.
La campaña presidencial de Barack Obama de 2008.
El logotipo de la película Gran Torino.
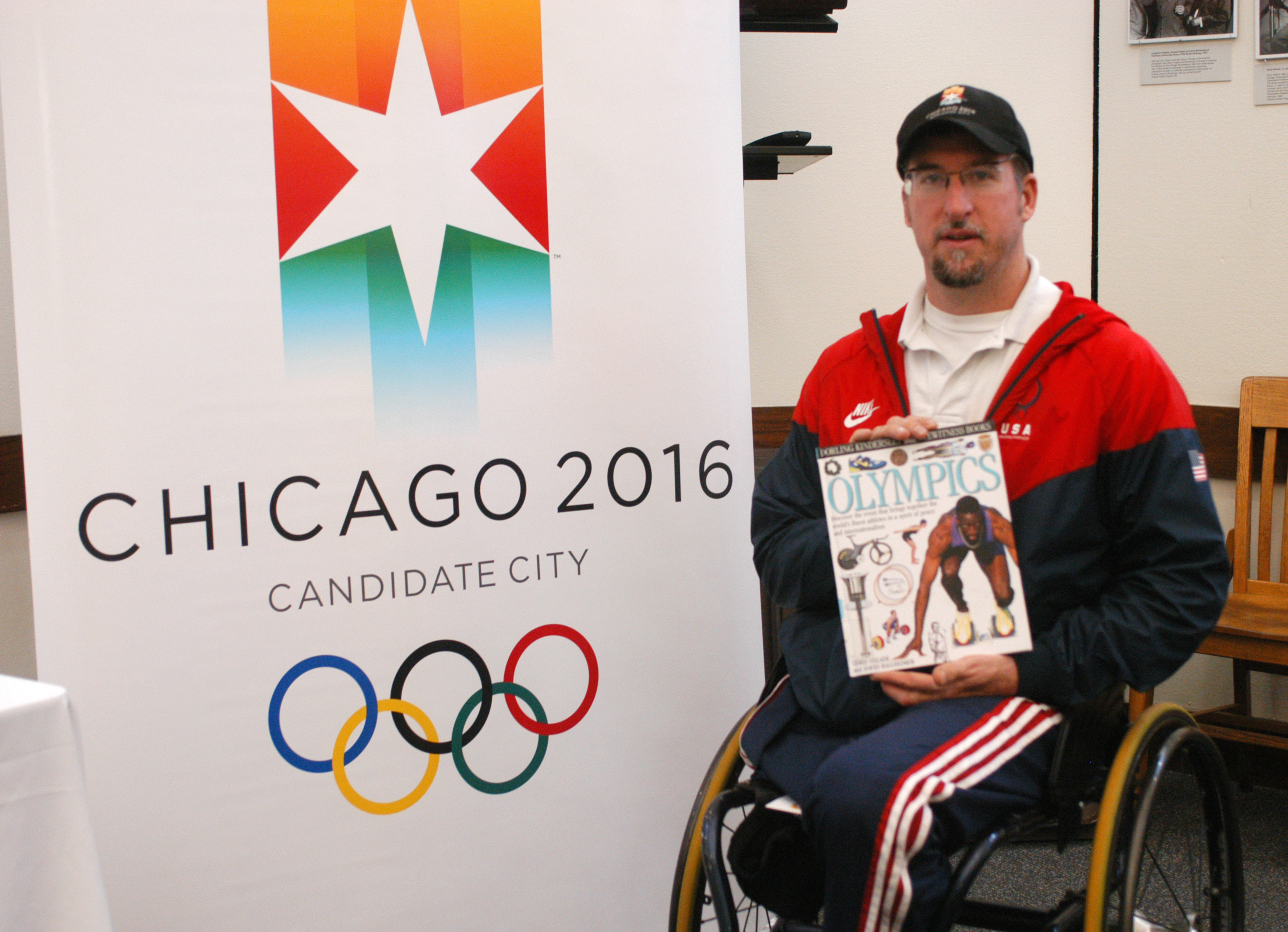
Los gráficos de la candidatura de Chicago a los Juegos Olímpicos de 2016.
El logotipo del Festival de Cine de Tribeca.
El logotipo del partido político español Podemos.
El logotipo del Partido Popular de España.
El logotipo de la película Inception.
El logotipo de la película The Fighter.
El logotipo de Atresmedia.[6]